# Gueguétui
Gueguétui (en rus: Гэгэтуй) és un poble de la República de Buriàtia, a Rússia, segons el cens del 2010 tenia 1.253 habitants.